# Фађона (Ла Специја)
Фађона је насеље у Италији у округу Ла Специја, региону Лигурија.
Према процени из 2011. у насељу је живело 14 становника. Насеље се налази на надморској висини од 318 м.